# 德拉羅夫群島
德拉羅夫群島是美國的群島，位於太平洋海域，屬於阿留申群島的一部分，行政方面由阿拉斯加州負責管轄，由11個島嶼組成，總土地面積165.349平方公里，群島上無人居住。所有這些島嶼均作為阿拉斯加海上國家野生動物保護區阿留申群島單位的一部分進行管理。 
德拉羅夫群島於1836年由俄羅斯帝國海軍的費奧多·彼得羅維奇·里特克上尉命名。 